# Soto (Aller)
Soto es una parroquia del concejo asturiano de Aller, en España, y un lugar de dicha parroquia.
La parroquia de Soto limita al norte con la parroquia de Serrapio, al sur con la de Murias, al este con la de Cabañaquinta y al oeste con la de Piñeres.

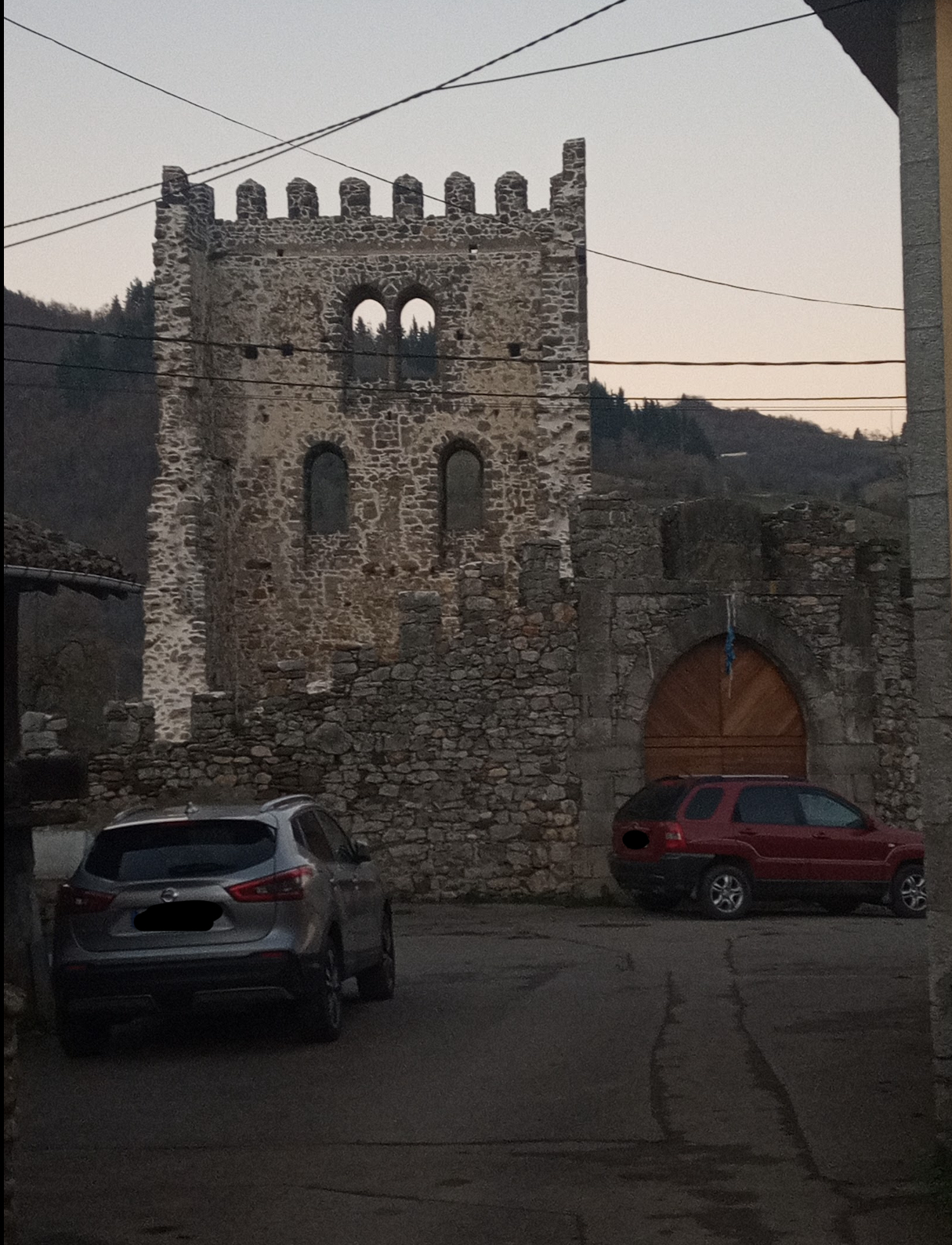
Foto actual del castillo restaurado

En sus 10,1 km² habitan un total de 255 personas (2011) repartidas entre los lugares de Santa Ana (Santana, oficialmente, en asturiano) y Soto, la aldea de Castañedo (Castañeo) y las caserías de Los Cargaderos (Los Cargaeros),  Espinedo (Espineo), Estrullones (Los Estruḷḷones), La Foz, Orozaz (Orozá), La Palomar (La Palombar) y Río Cabo (Rucao). Las caserías de Acebedo (Acebeo), La Casiella (La Casieḷḷa), Pumar de Nuño (Pumardenuño) y El Torno (El Turnu) están deshabitadas.
El lugar de Soto se halla a 400 metros de altitud y en él habitan 174 personas. Se encuentra a 3 kilómetros de Cabañaquinta, la capital del concejo.
En este lugar se encuentra la Torre de Soto de origen medieval, que actualmente se encontraba en estado de abandono a tal punto del derrumbamiento. Sin embargo , en abril de 2022 comenzaron las obras para restaurarlo, que se acabaron en agosto de ese mismo año. Cerca de ahí, pasa el Camino de Santiago Allerano, Camino de Santiago aún sin oficializar legalmente.
Subiendo una cuesta de varios cientos de metros llegamos al santuario de Nuestra Señora de Miravalles. En ese mismo llano, había una basílica que databa del siglo IX de la cual no queda ningún resto. El santuario está ubicado en un llano privilegiado dentro del terreno montañoso del concejo de Aller.

## Webgrafía
1. ↑  Worldpostalcodes.org, código postal n.º 33685.
2. ↑  «Determinación de los topónimos oficiales del concejo de Aller.». Consultado el 20 de agosto de 2021.

- Datos: Q471435
- Multimedia: Soto, Aller / Q471435